# オールナイトニッポンGOLD
『オールナイトニッポンGOLD』（オールナイトニッポンゴールド）は、金曜日の夜に放送しているニッポン放送のラジオ番組で、『オールナイトニッポン』シリーズの一つ。2009年4月13日から聴取率調査週間を中心に不定期で放送を開始し、同年11月30日よりレギュラー放送を開始。「オールナイトニッポン」を「ANN」と略すことがあるため、「ANN GOLD」と書かれることもある。
本項では、特記のない限りレギュラー放送を主体に記述する。

## 概要
レギュラー化前は“伝説のミュージシャン”または、歴代オールナイトニッポンパーソナリティの中で“伝説のラジオパーソナリティ”と呼ばれた人物を、本人もしくは関係者が語るという趣旨のニッポン放送開局55周年記念番組であったが、この企画が好評だったため『銀河に吠えろ!宇宙GメンTAKUYA』を打ち切って『オールナイトニッポンGOLD』に切り替えるきっかけになった。
なお、この時間帯に「オールナイトニッポン」を冠したレギュラー番組が放送されるのは、2004年3月に月 - 木曜の『オールナイトニッポンいいネ!』と金曜の『SHOGOのオールナイトニッポンフライデー』が終了して以来5年8か月ぶりとなる。
前番組『銀河に吠えろ!宇宙GメンTAKUYA』までは主に10代を主なターゲットにしていたが、この番組はもう少し上の世代をターゲットにしている。
2013年9月30日の改編以降は、この番組内で最新のニュースや天気予報を挿入していた（当初は22:25頃と23:25頃・月-水曜のレギュラー生放送時のみだったが、2015年春改編より月-木曜のレギュラー生放送時・23時台のみへと変更）。
2014年3月31日放送分から、月曜から木曜に限ってFM COCOLOにネットされた（朝日放送〈現：朝日放送ラジオ〉の後釜としてネット。ABC同様に月－木が対象となっていた）。これにより、FM52局が参加するインターネットサイマル放送のLISMO WAVEで聴取可能となった。2015年3月30日から岡山の山陽放送ラジオでもこの番組がネットされた。
2015年秋改編で、月曜日から木曜日の放送枠が『オールナイトニッポン MUSIC10』に移行したため、「オールナイトニッポンGOLD」は金曜日のみの放送となり、報道部担当のニュース・天気予報コーナーの挿入も終了した。月曜日から木曜日に限ってネットしていたFM COCOLOは、オールナイトニッポンGOLDの放送を打ち切っていたが、2024年4月5日よりネットを再開した。

## 放送時間
当初より、22:00から23時台までの放送となっている。東北放送は月曜日のみ自社番組のため放送なし。一部局で縮小もある。2012年までは公式サイト・新聞掲載の番組表などにより終了時間の表示が異なっていたが、後続番組を内包番組として扱う場合などがあるためである。公式サイト各ページの放送時間を明記したバナーでは開始からしばらく22:00 - 0:00とされていたが、2013年1月頃より22:00 - 23:50に変更したのち、同年途中に注釈として金曜のみ22:00 - 23:30である旨を追記していた。バナーは24時間表示ではなく、AM/PM表示となっている。
従来22:00から放送のワイド番組『銀河に吠えろ!宇宙GメンTAKUYA』に内包されていた『KAT-TUNスタイル』、『亀梨和也のKス・バイ・Kス』は『オールナイトニッポンGOLD』終了直後（月 - 木曜23:50、金曜23:40）に放送時間変更（2009年8月および10月の聴取率調査週間にも同様の措置が取られていた）。ただし、掲載媒体によっては、内包番組として扱われていた。
一時期にニッポン放送限定で、終了後のブレイクゾーンを利用して月 - 木曜は23:48、金曜は23:28から『ゴールドミッドナイトトラフィック・ニッポン放送交通情報』を放送したが、2011年4月より該当部分がエンディング直前のCMゾーンへ編入したことに伴い終了した。2013年10月以降、月-水曜のレギュラー生放送時のみ22時台終盤で流す楽曲をBGMとして、ニッポン放送限定で交通情報の放送が復活した。
道路交通情報は2014年10月現在、月-水と金曜に放送される。情報センターへの呼びかけは、前者は吉田尚記が直後の『ミュ〜コミ+プラス』と翌朝までの深夜キャスターとして、後者は山本剛士が翌日午前までのキャスターとして、それぞれ務めたが2015年秋改編で終了した。

### 2009年11月30日 - 2012年3月30日
月曜 - 木曜
- 22:00 - 23:50（2009年11月30日 - 2010年12月2日、2011年1月31日 - 2012年3月29日）

2011年9月30日までニッポン放送ウェブサイト内番組表では、23:50 - 24:00枠の『KAT-TUNスタイル』が内包番組として扱われていた。2011年10月3日から同枠で放送の『AKBラジオドラマ劇場』は内包扱いから外されていた。
- 22:00 - 23:45（2010年12月6日 - 2011年1月27日）

5分縮小されたのは、渡部陽一がパーソナリティのミニ番組『渡部陽一 勇気のコトバ』（23:45 - 23:50） が放送されていたため。新聞の番組表では、一括『オールナイトニッポンGOLD』として扱われており、同番組は明記されなかった。
金曜
- 22:00 - 23:30（2009年12月4日 - 2012年3月30日）

2011年3月まで番組表上は23:40までとされていたが、実際の本編は23:30までに終了し、最後の10分は『琉球ユタはるのヒーリングギフト』（りゅうきゅうユタはるのヒーリングギフト。パーソナリティ：はる）というミニ番組（内包番組）が放送 されていた（番組表には明記されなかった）。『新保友映のオールナイトニッポンGOLD』放送当時、公式サイト上でも放送時間について「90分」と告知することがあった。
同年4月以降は、ニッポン放送ウェブサイト内番組表に内包番組として明記されるようになった が、新聞番組表は引き続き一括『オールナイトニッポンGOLD』として扱っており、明記していなかった。
ニッポン放送ウェブサイト内番組表では『亀梨和也のKス・バイ・Kス』(23:40 - 24:00) も内包番組として明記。新聞番組表では別番組として明記していた。
2011年10月より、23:30枠は『琉球ユタ・はるのゆいま〜る』（読み：りゅうきゅうユタはるのゆいまーる。『琉球ユタはるのゆいま〜る』『琉球ユタはるのゆいまーる』 とも表記）として、23:40枠は『KAT-TUNスタイル』としてそれぞれ放送。各放送枠の掲載媒体における扱いは変わらず。

### 2012年4月2日 - 2013年3月29日
- 月曜 - 金曜 22:00 - 23:50

2012年3月30日に『KAT-TUNスタイル』が終了し、金曜日の放送時間が20分延長となる。『琉球ユタ・はるのゆいま〜る』は直後へ移動し、新聞番組表にも『オールナイトニッポンGOLD』と別個に明記される。これにより、月 - 木曜の放送時間と統一された。

### 2013年4月1日 - 2013年9月27日
- 月曜 - 木曜 22:00 - 23:50
- 金曜 22:00 - 23:30（2013年4月5日 - ）

再び開始当時の編成に戻る。金曜の放送時間変更は、『琉球ユタはるのゆいまーる』（※タイムテーブルの表記と番組公式サイトの表記が統一）が日曜24:50へ移動し、新たな30分番組『広瀬香美 ミュージックwith』が入った事に伴うもの。

### 2013年9月30日 - 2015年3月27日
- 月曜 - 木曜 22:00 - 24:00
- 金曜 22:00 - 23:30

月曜から木曜の時間枠が『AKBラジオドラマ劇場』の終了（同26日）に伴い、10分拡大。月曜から水曜（2013年10月のみ月・水・木曜）はニュース・天気予報コーナーも挿入。
木曜のみ、23:54からのミニ番組『GOLD PUSH最前線（山本剛士）』を2013年11月7日から2015年3月19日まで放送していた。2014年4月 - 6月期のみサッカー日本代表について紹介する『We are SAMURAI（金子達仁）』へ変更となる。
2013年12月9日 - 13日・2014年2月17日 - 21日のスペシャルウィークでは、ニッポン放送のみ放送開始時間を21時に繰り上げて、24時までの3時間枠として放送。金曜日は21時から23時30分の2時間30分枠となる。『スポーツ伝説』放送のため、21時50分から22時の間は中断する。ネット局は従来通り22時から放送する。
2014年1月6日から10日までと13日から16日までの23:54 - 23:59はスペシャルラジオドラマ『エンダーのゲーム』が放送された。

### 2015年3月30日 - 2015年5月1日
- 全曜日 22:00 - 24:00

金曜日23:30 - 24:00「広瀬香美 ミュージックwith」のレギュラー枠が廃止され、金曜日GOLD枠の時間帯で2か月に1度放送する番組となり、金曜日のGOLDの枠が拡大する。

### 2015年5月4日 - 2015年9月25日
- 月曜 - 木曜 22:00 - 23:50
- 金曜 22:00 - 24:00

月曜から木曜日の23:50から「オールナイトニッポンGOLD 吉田尚記 dスタジオ」の放送開始のため、本編が10分短縮となる。

### 2015年10月2日 -
- 金曜 22:00 - 24:00

月曜から木曜の放送枠が「オールナイトニッポン MUSIC10」になり、レギュラー放送の「オールナイトニッポンGOLD」は金曜のみとなる。ただし、「MUSIC10」とは別形式の番組を組む場合は不定期で「GOLD」を放送する。

### 変遷
| 放送期間                        | 放送時間（JST）        | 放送時間（JST）        |
| 放送期間                        | 月曜 - 木曜            | 金曜                   |
| ------------------------------- | ---------------------- | ---------------------- |
| 2009年11月30日 - 2010年12月03日 | 22:00 - 23:50（110分） | 22:00 - 23:30（90分）  |
| 2010年12月06日 - 2011年01月28日 | 22:00 - 23:45（105分） | 22:00 - 23:30（90分）  |
| 2011年01月31日 - 2012年03月30日 | 22:00 - 23:50（110分） | 22:00 - 23:30（90分）  |
| 2012年04月02日 - 2013年03月29日 | 22:00 - 23:50（110分） | 22:00 - 23:50（110分） |
| 2013年04月01日 - 2013年09月27日 | 22:00 - 23:50（110分） | 22:00 - 23:30（90分）  |
| 2013年09月30日 - 2015年03月27日 | 22:00 - 24:00（120分） | 22:00 - 23:30（90分）  |
| 2015年03月30日 - 2015年05月01日 | 22:00 - 24:00（120分） | 22:00 - 24:00（120分） |
| 2015年05月04日 - 2015年09月25日 | 22:00 - 23:50（110分） | 22:00 - 24:00（120分） |
| 2015年10月02日 - 現在           | 放送無し               | 22:00 - 24:00（120分） |

## パーソナリティ

### レギュラー化前
放送時間は日本標準時。パーソナリティが番組名にないもののみ、パーソナリティ名を明記。
2009年
- 4月13日 18:50 - 21:50：『吉田拓郎のオールナイトニッポンGOLD』[24]
- 4月20日 18:50 - 21:50：『オールナイトニッポンGOLD 僕が僕であるために/尾崎豊のメッセージ』（DJ：早乙女太一）
- 6月15日 18:50 - 21:50：『泉谷しげるのオールナイトニッポンGOLD 忌野清志郎は永遠です!』[25]
- 6月24日 19:00 - 21:00：『西川美和のオールナイトニッポンGOLD ディア・ドクタースペシャル』（アシスタント:笑福亭鶴瓶、瑛太） ※『オールナイトニッポンGOLD』が全国放送された最初のケース[注 4]
- 8月17日 - 8月20日 / 22:00 - 23:50：『わが青春の吉田拓郎!坂崎幸之助のオールナイトニッポンGOLD』[27]
- 8月21日 22:00 - 23:40：『わが青春の吉田拓郎!ムッシュかまやつのオールナイトニッポンGOLD』
- 8月24日 - 8月28日 / 22:00 - 23:50（金曜日のみ23:40まで）[注 5]：『亀渕昭信のオールナイトニッポンGOLD ザ・ビートルズ オールリクエスト 5days』[28]
- 10月19日 22:00 - 23:50：『緊急特別番組 加藤和彦さんを偲んで オールナイトニッポンGOLD あの素晴らしい歌をもう一度』（DJ：小林克也）[注 6]
- 10月20日 22:00 - 23:50：『吉田拓郎のオールナイトニッポンGOLD』※放送前日録音
- 10月21日 22:00 - 23:50：『ヘキサゴンオールスターズのオールナイトニッポンGOLD』（DJ：フレンズ[注 7]）
- 10月22日 22:00 - 23:50：『オールナイトニッポンGOLD チューリップオールリクエスト』（DJ：那須恵理子）
- 10月23日 22:00 - 23:40：『オールナイトニッポンGOLD ゆずオールリクエスト』（DJ：新保友映）※ゆずの出演部分（番組冒頭と番組後半のインタビュー）のみ放送前日録音[注 5]

### レギュラー化以後
- 第1週：あいみょん（『あいみょんのオールナイトニッポンGOLD』2023年4月7日 - ）
- 第2・4・5週：週替わり（2013年10月11日 - ）
- 第3週：松任谷由実（『松任谷由実のオールナイトニッポンGOLD』2016年4月22日 - [32]）

#### 過去のレギュラーパーソナリティ
- 所ジョージ・清水圭（『所ジョージのオールナイトニッポンGOLD』）（木曜、2009年12月3日 - 2010年12月30日）[注 8][注 9]
- 新保友映（『新保友映のオールナイトニッポンGOLD』）（金曜、2010年1月1日 - 2011年3月25日）[注 10][注 11]
- ピストン西沢（『ピストン西沢のオールナイトニッポンGOLD』）（水曜、2009年12月2日 - 2011年3月30日）
- 吉田尚記（『オールナイトニッポンGOLD app10.jp』）（金曜、2011年4月15日 - 2012年3月30日）
- 広瀬香美（『広瀬香美のオールナイトニッポンGOLD』）（水曜、2011年4月6日 - 2013年3月27日）
- 坂崎幸之助・吉田拓郎（『坂崎幸之助と吉田拓郎のオールナイトニッポンGOLD』）（月曜、2009年11月30日 - 2013年9月30日）[注 8]
- 小島慶子（『小島慶子のオールナイトニッポンGOLD』）（水曜、2013年4月3日 - 2013年10月2日、翌週よりミッツ・マングローブとのコンビ体制に移行）
  - 小島慶子とミッツ・マングローブ（『小島慶子とミッツ・マングローブのオールナイトニッポンGOLD』）（水曜、2013年10月9日 - 2014年12月17日。12月24日、12月31日に特番放送のため、最終回が前倒しされた。翌放送より小島降板、ミッツ・マングローブ単独担任に。）
  - ミッツ・マングローブ（『ミッツ・マングローブのオールナイトニッポンGOLD』）（水曜、2015年1月7日 - 2015年9月23日）
- 大竹しのぶ（『大竹しのぶのオールナイトニッポンGOLD』）（木曜、2011年1月13日 - 2013年9月24日、10月3日に特番『SCANDALのオールナイトニッポンGOLD』放送のため、最終回が前倒しされた）
- ゆず（『ゆずのオールナイトニッポンGOLD』（木曜、2009年12月1日 - 2015年3月26日、2009年12月1日 - 2013年10月29日は火曜を担当、レギュラー化当初から続いていた最後の番組だった）
- バカリズム（『バカリズムのオールナイトニッポンGOLD』）（月曜、2013年10月7日 - 2015年9月21日）
- 宮藤官九郎（『宮藤官九郎のオールナイトニッポンGOLD』。2013年10月10日 - 2019年3月15日[注 12][33]）
- 久保ミツロウ・能町みね子（『久保ミツロウ・能町みね子のオールナイトニッポンGOLD』）（木曜、2015年4月2日 - 2015年9月24日）
- 古舘伊知郎（『古舘伊知郎のオールナイトニッポンGOLD』）（2016年10月21日 - 2022年3月4日[34]開始から主に第3週担当、2019年5月以降は主に第1週を担当していた。）
- 吉田拓郎（『吉田拓郎のオールナイトニッポンGOLD』2020年4月10日 - 2022年12月16日[35]）
- MISIA（『MISIAのオールナイトニッポンGOLD』2022年4月1日 - 2023年3月3日）
- ラブライブ!シリーズ[注 13]（『ラブライブ!シリーズのオールナイトニッポンGOLD』2019年7月19日 - 2020年3月20日、2020年7月24日 - 2025年3月28日[36]）

### レギュラーパーソナリティの変遷
| 期間                    | 月曜                | 火曜       | 水曜                          | 木曜                    | 金曜                      |
| ----------------------- | ------------------- | ---------- | ----------------------------- | ----------------------- | ------------------------- |
| 2009年11月 - 2009年12月 | 坂崎幸之助 吉田拓郎 | ゆず       | ピストン西沢                  | 所ジョージ              | 週替わり                  |
| 2010年1月 - 2010年12月  | 坂崎幸之助 吉田拓郎 | ゆず       | ピストン西沢                  | 所ジョージ              | 新保友映                  |
| 2011年1月 - 2011年3月   | 坂崎幸之助 吉田拓郎 | ゆず       | ピストン西沢                  | 大竹しのぶ              | 新保友映                  |
| 2011年4月 - 2012年3月   | 坂崎幸之助 吉田拓郎 | ゆず       | 広瀬香美                      | 大竹しのぶ              | app10.jp (吉田尚記)       |
| 2012年4月 - 2013年3月   | 坂崎幸之助 吉田拓郎 | ゆず       | 広瀬香美                      | 大竹しのぶ              | 45周年特別企画 (週替わり) |
| 2013年4月 - 2013年9月   | 坂崎幸之助 吉田拓郎 | ゆず       | 小島慶子                      | 大竹しのぶ              | 45周年特別企画 (週替わり) |
| 2013年10月（第1週）     | バカリズム          | ゆず       | 小島慶子                      | 宮藤官九郎              | 45周年特別企画 (週替わり) |
| 2013年10月（第2週以降） | バカリズム          | ゆず       | 小島慶子 ミッツ・マングローブ | 宮藤官九郎              | 週替わり                  |
| 2013年11月 - 2014年12月 | バカリズム          | 宮藤官九郎 | 小島慶子 ミッツ・マングローブ | ゆず                    | 週替わり                  |
| 2015年1月 - 2015年3月   | バカリズム          | 宮藤官九郎 | ミッツ・マングローブ          | ゆず                    | 週替わり                  |
| 2015年4月 - 2015年9月   | バカリズム          | 宮藤官九郎 | ミッツ・マングローブ          | 久保ミツロウ 能町みね子 | 週替わり                  |

金曜日のみの放送となった2015年10月以降、各番組の放送週は概ね固定化されているが、特別番組の放送等の事情で変更になることも多い。また、第5週がある場合は松任谷由実（2016年4月～2020年9月）が第4週に、ラブライブ!シリーズ（2020年10月～）が第5週に放送されることが多い。詳しくは#2013年10月11日以降の金曜日の週替わりパーソナリティを参照。
| 期間（金曜日）          | 第1週      | 第2週      | 第3週               | 第4週               | 最終週              |
| ----------------------- | ---------- | ---------- | ------------------- | ------------------- | ------------------- |
| 2015年10月 - 2016年3月  | 宮藤官九郎 |            |                     |                     |                     |
| 2016年4月 - 2016年9月   | 宮藤官九郎 | 松任谷由実 |                     |                     |                     |
| 2016年10月 - 2018年12月 | 宮藤官九郎 | 松任谷由実 | 古舘伊知郎          |                     |                     |
| 2019年1月 - 2019年3月   | 宮藤官九郎 | 松任谷由実 | 古舘伊知郎          |                     |                     |
| 2019年4月               |            | 松任谷由実 | 古舘伊知郎          |                     |                     |
| 2019年5月 - 2019年6月   | 古舘伊知郎 | 松任谷由実 |                     |                     |                     |
| 2019年7月 - 2020年3月   | 古舘伊知郎 | 松任谷由実 | ラブライブ!シリーズ |                     |                     |
| 2020年4月 - 2020年6月   | 古舘伊知郎 | 松任谷由実 | 吉田拓郎            |                     |                     |
| 2020年7月 - 2020年9月   | 古舘伊知郎 | 松任谷由実 | 吉田拓郎            | ラブライブ!シリーズ |                     |
| 2020年10月 - 2022年3月  | 古舘伊知郎 | 松任谷由実 | 吉田拓郎            |                     | ラブライブ!シリーズ |
| 2022年4月 - 2022年12月  | MISIA      | 松任谷由実 | 吉田拓郎            |                     | ラブライブ!シリーズ |
| 2023年1月 - 2023年3月   | MISIA      | 松任谷由実 |                     |                     | ラブライブ!シリーズ |
| 2023年4月 - 2025年3月   | あいみょん | 松任谷由実 |                     |                     | ラブライブ!シリーズ |
| 2025年4月 - 現在        | あいみょん | 松任谷由実 |                     |                     |                     |

### スペシャルパーソナリティ
スペシャルパーソナリティが担当した場合、後続番組を休止することがある。2012年4月6日から2013年10月4日の金曜日は、『オールナイトニッポンGOLD オールナイトニッポン45周年特別企画』と題し、毎週スペシャルパーソナリティが担当する枠となっていた。
- 2013年10月11日以降の金曜も、引き続きスペシャルパーソナリティ担当枠として放送。週替わりパーソナリティは「2013年10月11日以降の金曜日の週替わりパーソナリティ」を参照。
- 上記2013年秋改編以降は、金曜日以外に放送された回を記載[注 14]。

#### 2009年
- 12月4日：中村獅童[37]
- 12月11・18日：大竹しのぶ
- 12月25日：MISIA
- 12月28日：薬師丸ひろ子
- 12月31日：小林克也（『小林克也のオールナイトニッポンGOLD 誰もが知ってるマイケル誰も知らないマイケル』として）

#### 2010年
- 2月14日 19:30 - 20:30：あのねのね[注 8]
- 2月16日 20:00 - 21:40：新保友映（『オールナイトニッポンGOLD増刊号 ゆずオールリクエスト』として※ゆず出演インタビュー部分のみ事前録音）[注 8]
- 2月17日 20:00 - 21:40：笑福亭鶴光[注 8] ゲスト：ピストン西沢
- 2月19日 20:00 - 21:40：南こうせつ[注 8]
- 3月1日：市川亀治郎
- 3月23日：西川貴教（『ザ・ミュージックマンのオールナイトニッポンGOLD』として）
- 3月29日：ジェロ（『ジェロのオールナイトニッポンGOLD〜日本一受けたい歌の授業〜春の特別講習〜』。アシスタント：那須恵理子）
- 4月16日：GARNET CROW
- 4月29日：渡辺美里[38]
- 5月6日：つるの剛士
- 5月28日：松田聖子
- 8月12日：GARNET CROW
- 8月27日（22:00 - 23:00 JST）：五木寛之
- 8月27日（23:00 - 24:00 JST）：池上彰（『池上彰のオールナイトニッポンGOLD〜ニュース親子相談室』）
- 8月30日：いとうせいこう&倉本美津留
- 9月16日：植村花菜
- 11月22日：アンジェラ・アキ
- 12月15日：松田聖子
- 12月17日：新田恵利、国生さゆり、城之内早苗、生稲晃子（『おニャン子クラブのオールナイトニッポンGOLD』）

#### 2011年
- 1月6日：泉谷しげる
- 1月10日：スキマスイッチ
- 2月18日（23:00 - 23:40 JST）ニッポン放送のみ（23:00 - 24:00 JST）：増田みのり（『オールナイトニッポンGOLD 日本アカデミー賞スペシャル』）[39]
- 3月4日：土田晃之[注 15]
- 3月18日：中川翔子（「中川翔子のオールナイトニッポンGOLD 『塔の上のラプンツェル』スペシャル」）
- 4月1日：我が家、ロッチ、ハライチ（『クレイジーラッツのオールナイトニッポンGOLD』）
- 4月5日：松任谷由実
- 4月8日：杉山清貴、林哲司（『杉山清貴と林哲司のオールナイトニッポンGOLD』）
- 5月9日：ミッツ・マングローブ
- 6月2日：松田聖子
- 8月26日：さだまさし、南こうせつ（『オールナイトニッポンGOLD さだまさし・南こうせつ 東日本大震災復興支援チャリティコンサートスペシャルLIVE』）
- 8月29日：研ナオコ
- 8月30日：宅間孝行
- 9月26日：向井理
- 12月16日：松田聖子

#### 2012年
- 1月5日：シクラメン
- 1月9日：ゴールデンボンバー
- 2月2日：由紀さおり（アシスタント：那須恵理子）
- 2月24日：小泉今日子（『小泉今日子のオールナイトニッポンGOLD〜最後から二番目の恋 かなり大人の女子会スペシャル〜』。ニッポン放送のみ[41][注 16]）
- 3月2日：増田みのり（『オールナイトニッポンGOLD 第35回 日本アカデミー賞スペシャル』）[42]
- 3月20日：伊勢正三、中村雅俊、松山千春（『オールナイトニッポンGOLD 伊勢正三・中村雅俊・松山千春 東日本大震災復興応援コンサート『あの日をわすれない2012』スペシャル』）
- 4月30日：藤原和博（『藤原和博のオールナイトニッポンGOLD 坂の上の坂スペシャル』）
- 6月7日：山口智充
- 6月14日：有吉弘行
- 7月3日：伊藤英明
- 7月9日：ケツメイシ
- 10月16日：ペナルティ[注 17]
- 10月22日：ナイツ
- 11月6日：オジンオズボーン（『オジンオズボーンのオールナイトニッポンGOLD』）
- 12月24日：大竹しのぶ（『大竹しのぶのオールナイトニッポンGOLD チャリティ・ミュージックソンスペシャル』）[注 18]
- 12月31日：泉沙世子[注 19]

#### 2013年
- 1月1日：オジンオズボーン
- 1月3日：劇団「プレステージ」
- 1月15日：オジンオズボーン
- 2月18日：鴻上尚史
- 3月14日：サンドウィッチマン
- 4月29日：千原ジュニア
- 5月30日：チャン・グンソク
- 6月21日：松田聖子
- 7月16日：フットボールアワー
- 7月18日：徳永英明
- 7月29日：藤井フミヤ
- 8月7日：泉谷しげる（アシスタント・増山さやか）
- 8月29日：綾小路翔（氣志團）
- 9月5日：StarS（井上芳雄・浦井健治・山崎育三郎）
- 9月16日：コロッケ
- 9月18日:中居正広（劇場版「ATARU」SP）
- 9月24日：D.W.ニコルズ
- 10月3日：SCANDAL[45]
- 10月15日：in197666[46]
- 11月21日：シクラメン
- 12月24日：くり万太郎と廣田みゆき[注 20][注 21]
- 12月26日：Kaho
- 12月31日：お笑い年またぎSP[48][49][注 22]（出演：ほたるゲンジ、磁石、どきどきキャンプ、タイムボム、マシンガンズ、ウエストランド、エレファントジョン、アシスタント：藤崎ミシェル、ゲスト：佐藤美希、放送時間：22:00-25:00[注 23]）

#### 2014年
- 1月1日：初笑いSP[48][49][注 24]（出演：うしろシティ、ダーリンハニー、シソンヌ、トレンディエンジェル、三四郎、アシスタント：春香クリスティーン、ゲスト：佐藤美希）
- 1月2日：けみお
- 1月6日：オールナイトニッポンGOLD スペシャル〜ありがとう大瀧詠一さん、NIAGARA Forever![注 25][50]（パーソナリティ・くり万太郎、インタビュー出演・小倉エージ、伊藤銀次、大貫妙子、杉真理、坂崎幸之助、鈴木雅之ほか[51][52][53]）
- 1月30日：川﨑宗則
- 2月27日：ファンキー加藤
- 3月20日：ほたるゲンジ[48][注 26]
- 3月26日：ユニコーン
- 3月27日：石井一久
- 5月22日：有楽町ライブスタジオ[注 27]（ゲスト：石崎ひゅーい、Suzu・進行役：シクラメン）
- 6月5日：ポルノグラフィティ
- 7月3日：東貴博とFIRE HIP'S[注 28][注 29]
- 7月16日：GLAY
- 7月31日：「夜のドラマハウス」大同窓会スペシャル[注 30]
- 8月25日：小林克也[注 31]
- 8月26日：THE ALFEE[注 31]
- 8月27日：デーモン閣下・大槻ケンヂ[注 31]
- 8月28日：ロンドンブーツ1号2号[注 31]
- 9月4日：有楽町ライブスタジオ[注 27]（出演：UNIST・藤原さくら、進行：荘口彰久）
- 9月25日：シクラメン
- 10月8日：さかいゆう（映画「LOVE SESSION」スペシャル）[注 32]
- 10月9日：竹原ピストル
- 10月23日：華原朋美[注 33]
- 11月12日：miwa
- 11月17日：ラジオドラマ「オオカミの末裔」[注 34][注 35]
- 11月20日：StarS（井上芳雄、浦井健治、山崎育三郎）
- 12月8日：オールナイトニッポンGOLDスペシャル 高倉健 旅の途中で…（パーソナリティ：薬師丸ひろ子）
- 12月9日：田中将大（NY SPECIAL）
- 12月11日：片岡愛之助
- 12月24日：上戸彩[注 36][注 37]
- 12月29日：レキシ
- 12月30日：Shiggy Jr.
- 12月31日：吉田尚記（ゆく・アイドル・くる・アイドル ガールズカウントダウン!!、放送時間：22:00-24:53[注 38]）

#### 2015年
- 1月1日：初笑いSP[注 39][注 40][54]（出演：エル・カブキ、浜ロン、タイムマシーン3号、新宿カウボーイ、三日月マンハッタン、ねじ、江戸むらさき、馬鹿よ貴方は、ホロッコ、スパローズ、囲碁将棋、ニューヨーク、こにわ）
- 1月22日：ビビる大木
- 2月12日：マキタスポーツ
- 2月18日：上沼恵美子[注 41]
- 3月24日：綾小路翔（氣志團）・武田梨奈
- 4月20日 - 4月23日：小林克也（〜わが人生の一曲 My Best 1〜）

#### 2016年
- 11月2日：松任谷由実（松任谷由実のオールナイトニッポンGOLD〜宇宙図書館スペシャル）[注 42]

#### 2017年
- 1月2日：AKB48 team8（AKB48 team 8のオールナイトニッポンGOLD〜第2回『AKB48の野望』スペシャル（予選））[注 43][注 44]
- 1月3日：テリー伊藤（テリー伊藤のオールナイトニッポンGOLD〜男と女、2017夢物語〜）[注 45]

#### 2018年
- 3月8日：X21（X21のオールナイトニッポンGOLD）[注 46]
- 11月8日：坂崎幸之助（オールナイトニッポンGOLDスペシャル〜THE BEATLES WHITE ALBUM の秘密）[注 47]

#### 2019年
- 3月21日：DREAMS COME TRUE（DREAMS COME TRUEのオールナイトニッポンGOLD）[注 48]
- 4月15日：Kis-My-Ft2（Kis-My-Ft2のオールナイトニッポンGOLD）[注 49]
- 10月8日：吉永小百合・ムロツヨシ（吉永小百合とムロツヨシのオールナイトニッポンGOLD 映画「最高の人生の見つけ方」スペシャル）[55][注 50]
- 12月9日：中山美穂（中山美穂のオールナイトニッポンGOLD、ゲスト：高田漣・浜崎貴司）[注 51]
- 12月30日：小林克也（ニッポン放送開局65周年記念番組 小林克也のオールナイトニッポンGOLD）[注 52]

#### 2020年
- 1月1日：田中涼星（オールナイトニッポンGOLD ミュージックスペシャル、ニッポン放送以外のネット局に裏送り）[注 53]
- 1月15日：平原綾香（平原綾香のオールナイトニッポンGOLD）[注 54]
- 2月20日：上沼恵美子（上沼恵美子のオールナイトニッポンGOLD）[注 48]
- 7月28日：長澤まさみ（長澤まさみのオールナイトニッポンGOLD〜映画「コンフィデンスマンJP プリンセス編」スペシャル〜）（ゲスト：関水渚・小笹大輔（Official髭男dism）・松浦匡希（Official髭男dism）、コメント出演：東出昌大・小日向文世・小手伸也）[56][注 55]
- 9月17日：綾小路翔（氣志團）（氣志團 綾小路セロニアス翔のオールナイトニッポンGOLD）（ゲスト：森山直太朗）[57][注 48]
- 9月30日：松田聖子（松田聖子のオールナイトニッポンGOLD）（アシスタント：垣花正）[58][注 56]
- 11月23日：「MISIAのオールナイトニッポンGOLD」[注 57][注 58]
- 12月3日：佐藤浩市（佐藤浩市のオールナイトニッポンGOLD〜映画「サイレント・トーキョー」スペシャル〜）（アシスタント：イワイガワ、ゲスト：中村倫也・広瀬アリス・井之脇海・勝地涼）[60][注 48]
- 12月28日：ミッツ・マングローブ（ミッツ・マングローブのオールナイトニッポンGOLD）[61][注 58]
- 12月29日：ももいろクローバーZ（ももいろクローバーZのオールナイトニッポンGOLD）[62][注 55]
- 12月30日：大久保佳代子（大久保佳代子のオールナイトニッポンGOLD）[63]

#### 2021年
- 3月9日：国府弘子（オールナイトニッポンGOLD feat. YAMANO BIG BAND JAZZ CONTEST）[注 55]
- 3月11日：上柳昌彦（オールナイトニッポンGOLD〜東日本大震災から10年を迎えて〜）[64][注 48]
- 3月31日：西野七瀬（西野七瀬のオールナイトニッポンGOLD）（ゲスト：ランジャタイ・ジェラードン）[65]
- 6月17日：花江夏樹・下野紘（鬼滅の刃のオールナイトニッポンGOLD）[66][注 48]
- 6月28日：山田孝之（山田孝之のオールナイトニッポンGOLD）[67][注 58]
- 6月30日：三浦崇宏（三浦崇宏のオールナイトニッポンGOLD）
- 8月19日：本仮屋ユイカ（本仮屋ユイカのオールナイトニッポンGOLD）[注 48]
- 9月29日：山崎育三郎・尾上松也・城田優（IMYのオールナイトニッポンGOLD）
- 10月5日：吉田尚記・中村繪里子（オールナイトニッポンGOLD〜「宇宙戦艦ヤマト2205」新たなる旅立ちSP〜）[注 55]
- 11月25日：前澤友作（前澤友作のオールナイトニッポンGOLD）[注 59][注 48]
- 12月27日：オールナイトニッポンGOLD〜劇場版 呪術廻戦0 SP〜[注 60][注 58]
- 12月28日：劇団ひとり・鈴木保奈美（劇団ひとりと鈴木保奈美のオールナイトニッポンGOLD〜浅草キッドスペシャル〜）[注 55]
- 12月29日：降幡愛（ラブライブ!シリーズのオールナイトニッポンGOLD）[注 61][注 56]
- 12月30日：田中将大（田中将大のオールナイトニッポンGOLD）[注 48]

#### 2022年
- 3月17日：国府弘子（オールナイトニッポンGOLD feat. YAMANO BIG BAND JAZZ CONTEST）[注 48]
- 3月21日：上柳昌彦（オールナイトニッポンGOLD〜NIAGARA TRIANGLE Vol.2 40周年SP〜）[注 62][注 58]
- 3月30日：中島健人（Sexy Zone 中島健人のオールナイトニッポンGOLD〜「桜のような僕の恋人」スペシャル〜）[注 63]
- 6月21日：山下達郎（山下達郎のオールナイトニッポンGOLD）[69][注 55]
- 6月29日：ムロツヨシ（ムロツヨシのオールナイトニッポンGOLD 〜Supported by味ぽん®︎〜）[70]
- 8月3日：綾小路翔（氣志團）（氣志團 綾小路セロニアス翔のオールナイトニッポンGOLD）[71][注 64]
- 8月4日：前田亘輝（TUBE）（TUBE 前田亘輝のオールナイトニッポンGOLD）[72][注 48]
- 8月25日：加山雄三（加山雄三のオールナイトニッポンGOLD）[注 48]
- 9月5日：石川さゆり（石川さゆりのオールナイトニッポンGOLD）[注 58]
- 9月6日：斎藤工・宮沢氷魚（斎藤工と宮沢氷魚のオールナイトニッポンGOLD）[注 55]
- 11月17日：松丸亮吾（オールナイトニッポンGOLD〜『ポケットモンスター スカーレット・バイオレット』SP〜）[73][注 48]
- 11月30日：山内惠介（山内惠介のオールナイトニッポンGOLD）

#### 2023年
- 1月5日：蓮見翔（ダウ90000）（ダウ90000 蓮見翔のオールナイトニッポンGOLD）[74][注 48]
- 3月29日：FUNKY MONKEY BΛBY'S（FUNKY MONKEY BΛBY'SのオールナイトニッポンGOLD）[75]
- 5月31日：亀田誠治（亀田誠治のオールナイトニッポンGOLD〜日比谷音楽祭スペシャル〜）[76]
- 8月10日：男闘呼組（男闘呼組のオールナイトニッポンGOLD）[77][注 48]
- 9月5日：石川佳純（石川佳純のオールナイトニッポンGOLD）
- 11月29日：JUJU（JUJUのオールナイトニッポンGOLD）

#### 2024年
- 3月28日：麦わらの一味のオールナイトニッポンGOLD〜アニメ『ONE PIECE』放送25周年SP〜
- 5月29日：前田亘輝（TUBE）（TUBE 前田亘輝のオールナイトニッポンGOLD）[注 65]
- 7月31日：ピエール瀧・大根仁（ピエール瀧と大根仁のオールナイトニッポンGOLD）[注 66][78]
- 8月5日：坂崎幸之助（THE ALFEE）・吉田拓郎（坂崎幸之助と吉田拓郎のオールナイトニッポンGOLD）[79]
- 8月12日：Rockon Social Club（Rockon Social ClubのオールナイトニッポンGOLD）[80]
- 10月30日：山崎貴（山崎貴のオールナイトニッポンGOLD 〜ゴジラ｜ニッポン放送70周年スペシャル〜）[注 67][81]
- 12月19日：&TEAM（&TEAMのオールナイトニッポンGOLD supported by Cook Do® KOREA!）[82]

#### 2025年
- 1月29日：堺正章&Rockon Social Club（堺正章&Rockon Social ClubのオールナイトニッポンGOLD）[83]
- 2月24日：山本彩（山本彩のオールナイトニッポンGOLD～ZARD35周年スペシャル～）[84]
- 3月25日：広瀬アリス（広瀬アリスのオールナイトニッポンGOLD supported by 戸田建設）[85]
- 4月30日：半田健人（半田健人のオールナイトニッポンGOLD～昭和の歌よ、ありがとう～）[86]
- 7月30日：柴咲コウ（柴咲コウのオールナイトニッポンGOLD～サステナビューティーRADIO～）[87]

### 2013年10月11日以降の金曜日の週替わりパーソナリティ
金曜日において2012年4月6日から2013年10月4日まで、オールナイトニッポン45周年特別企画として放送してきたが、それを引き継ぎ2013年10月11日以降も週替わりで放送されている。
●印のパーソナリティは、過去に『オールナイトニッポン』のレギュラー経験がある人物。
○印のパーソナリティは、過去に『オールナイトニッポン』の特番（代理出演も含む）のパーソナリティ経験がある人物。
☆印のパーソナリティは、のちに『オールナイトニッポン』のレギュラーを担当する人物。
△印は広瀬香美のオールナイトニッポンGOLDmusic with Special
◆印は宮藤官九郎のオールナイトニッポンGOLD
■印は松任谷由実のオールナイトニッポンGOLD
▲印は古舘伊知郎のオールナイトニッポンGOLD
□印はラブライブ!シリーズのオールナイトニッポンGOLD
(吉)印は吉田拓郎のオールナイトニッポンGOLD
(M)印はMISIAのオールナイトニッポンGOLD
(あ)印はあいみょんのオールナイトニッポンGOLD
| 2013年            | 2013年 | 2013年        | 2013年 | 2013年                      | 2013年 | 2013年                         | 2013年 | 2013年               | 2013年    | 2013年    |
| ----------------- | ------ | ------------- | ------ | --------------------------- | ------ | ------------------------------ | ------ | -------------------- | --------- | --------- |
| 10月              |        |               | 11日   | サザエさん（CV:加藤みどり） | 18日   | アリス                         | 25日   | 土田晃之○            | 土田晃之○ | 土田晃之○ |
| 11月              | 1日    | ジャルジャル○ | 8日    | ビビる大木●                 | 15日   | 歌広場淳（ゴールデンボンバー） | 22日   | 有楽町ライブスタジオ | 29日      | 宇崎竜童● |
| 12月              | 6日    | GLAY          | 13日   | 今田耕司                    | 20日   | 佐藤健                         | 27日   | 中山秀征             | 中山秀征  | 中山秀征  |
| 注FG2014013 1. 2. |        |               |        |                             |        |                                |        |                      |           |           |

| 2014年                                                                  | 2014年 | 2014年                                         | 2014年 | 2014年                     | 2014年 | 2014年                                 | 2014年 | 2014年                                              | 2014年                                              | 2014年                                              |
| ----------------------------------------------------------------------- | ------ | ---------------------------------------------- | ------ | -------------------------- | ------ | -------------------------------------- | ------ | --------------------------------------------------- | --------------------------------------------------- | --------------------------------------------------- |
| 1月                                                                     | 3日    | AK-69○                                         | 10日   | オジンオズボーン○          | 17日   | 吉田尚記                               | 24日   | マギー                                              | 31日                                                | ミオヤマザキ                                        |
| 2月                                                                     | 7日    | miwa●                                          | 14日   | ウーマンラッシュアワー☆    | 21日   | 土田晃之○                              | 28日   | ROCK'N ROLL SLIDERS （いとうせいこう&みうらじゅん） | ROCK'N ROLL SLIDERS （いとうせいこう&みうらじゅん） | ROCK'N ROLL SLIDERS （いとうせいこう&みうらじゅん） |
| 3月                                                                     | 7日    | 第37回日本アカデミー賞SP                       | 14日   | アンジェラ・アキ◯          | 21日   | 三四郎☆                                | 28日   | 矢野顕子                                            | 矢野顕子                                            | 矢野顕子                                            |
| 4月                                                                     | 4日    | 井上陽水                                       | 11日   | 松山千春●                  | 18日   | 竜兵会                                 | 25日   | 六角精児                                            | 六角精児                                            | 六角精児                                            |
| 5月                                                                     | 2日    | Berryz工房                                     | 9日    | 金田朋子                   | 16日   | ブラザーズ5                            | 23日   | 大泉洋と劇団ひとり                                  | 30日                                                | 平井堅○                                             |
| 6月                                                                     | 6日    | 久保ミツロウ・能町みね子●                      | 13日   | タモリ●                    | 20日   | 花澤香菜                               | 27日   | 宅間孝行○                                           | 宅間孝行○                                           | 宅間孝行○                                           |
| 7月                                                                     | 4日    | 笠原将弘                                       | 11日   | 松岡昌宏（TOKIO）○         | 18日   | うつみ宮土理                           | 25日   | 中村雅俊                                            | 中村雅俊                                            | 中村雅俊                                            |
| 8月                                                                     | 1日    | 大谷ノブ彦（ダイノジ）● SUMMER SONICスペシャル | 8日    | 佐藤健                     | 15日   | Rev. from DVL                          | 22日   | 市川海老蔵と三池崇史                                | 29日                                                | 小栗旬●                                             |
| 9月                                                                     | 5日    | 綾小路セロニアス翔（氣志團）●                  | 12日   | 知英                       | 19日   | 山崎まさよし                           | 26日   | 武豊                                                | 武豊                                                | 武豊                                                |
| 10月                                                                    | 3日    | アンダーグラフ●                                | 10日   | JUJU                       | 17日   | 久保ミツロウ・能町みね子●              | 24日   | 久保ミツロウ・能町みね子●                           | 31日                                                | スキマスイッチ○                                     |
| 11月                                                                    | 7日    | 谷村新司                                       | 14日   | 宮川大輔とケンドーコバヤシ | 21日   | 吉井和哉●                              | 28日   | 宇崎竜童●                                           | 宇崎竜童●                                           | 宇崎竜童●                                           |
| 12月                                                                    | 5日    | HY                                             | 12日   | いきものがかり●            | 19日   | 忘れられぬミュージックSP （吉田尚記●） | 26日   | 妻夫木聡                                            | 妻夫木聡                                            | 妻夫木聡                                            |
| 注FG2014 1. 2. 3. 4. 5. 6. 7. 8. 9. 10. 11. 12. 13. 14. 15. 16. 17. 18. |        |                                                |        |                            |        |                                        |        |                                                     |                                                     |                                                     |

| 2015年                                                                                      | 2015年 | 2015年             | 2015年 | 2015年                        | 2015年 | 2015年      | 2015年 | 2015年                           | 2015年                           | 2015年                           |
| ------------------------------------------------------------------------------------------- | ------ | ------------------ | ------ | ----------------------------- | ------ | ----------- | ------ | -------------------------------- | -------------------------------- | -------------------------------- |
| 1月                                                                                         | 2日    | モーニング娘。'15○ | 9日    | 花澤香菜                      | 16日   | 神田沙也加○ | 23日   | 鴻上尚史●                        | 30日                             | 大竹しのぶ●                      |
| 2月                                                                                         | 6日    | 寺岡呼人           | 13日   | 中山秀征                      | 20日   | 水谷豊      | 27日   | 第38回日本アカデミー賞スペシャル | 第38回日本アカデミー賞スペシャル | 第38回日本アカデミー賞スペシャル |
| 3月                                                                                         | 6日    | ファンキー加藤○    | 13日   | SHINee                        | 20日   | 広瀬すず    | 27日   | 松坂桃李○                        | 松坂桃李○                        | 松坂桃李○                        |
| 4月                                                                                         | 3日    | 古川登志夫・平野文 | 10日   | miwa●                         | 17日   | 京本政樹    | 24日   | 清水ミチコ                       | 清水ミチコ                       | 清水ミチコ                       |
| 5月                                                                                         | 1日    | 浜田省吾・山口智充 | 8日    | クミコ                        | 15日   | △           | 22日   | 研ナオコ○                        | 29日                             | 綾野剛                           |
| 6月                                                                                         | 5日    | 星野源●            | 12日   | 小倉智昭                      | 19日   | 乃木坂46☆   | 26日   | 田原俊彦                         | 田原俊彦                         | 田原俊彦                         |
| 7月                                                                                         | 3日    | △                  | 10日   | 東貴博とFIRE HIP'S○           | 17日   | 井上陽水    | 24日   | TUBE                             | 31日                             | V6○                              |
| 8月                                                                                         | 7日    | 吉田尚記●          | 14日   | 氣志團                        | 21日   | △           | 28日   | 五木寛之○                        | 五木寛之○                        | 五木寛之○                        |
| 9月                                                                                         | 4日    | ゴスペラーズ○      | 11日   | 内村さまぁ〜ず                | 18日   | 坊坊主      | 25日   | 宅間孝行○                        | 宅間孝行○                        | 宅間孝行○                        |
| 10月                                                                                        | 2日    | ◆                  | 9日    | 立川志らら○                   | 16日   | 羽田圭介    | 23日   | 山田章仁 （ラグビー日本代表）    | 30日                             | 機動戦士ガンダムSP               |
| 11月                                                                                        | 6日    | ◆                  | 13日   | ダイアモンド☆ユカイ・織田哲郎 | 20日   | 松任谷由実● | 27日   | 渡辺美里○                        | 渡辺美里○                        | 渡辺美里○                        |
| 12月                                                                                        | 4日    | ◆                  | 11日   | 尾上松也                      | 18日   | タモリ●     | 25日   | WANIMA☆                          | WANIMA☆                          | WANIMA☆                          |
| 注FG2015 1. 2. 3. 4. 5. 6. 7. 8. 9. 10. 11. 12. 13. 14. 15. 16. 17. 18. 19. 20. 21. 22. 23. |        |                    |        |                               |        |             |        |                                  |                                  |                                  |

| 2016年 | 2016年 | 2016年                   | 2016年 | 2016年                        | 2016年 | 2016年             | 2016年 | 2016年              | 2016年              | 2016年                 |
| --- | ------ | ------------------------ | ------ | ----------------------------- | ------ | ------------------ | ------ | ------------------- | ------------------- | ---------------------- |
| 1月 | 1日    | ◆                        | 8日    | MISIA○                        | 15日   | 稲葉浩志(B'z○)     | 22日   | 浜田麻里            | 29日                | 第1回『AKB48の野望』SP |
| 2月 | 5日    | ◆                        | 12日   | 片平里菜○                     | 19日   | 松岡昌宏（TOKIO）○ | 26日   | つるの剛士○         | つるの剛士○         | つるの剛士○            |
| 3月 | 4日    | 第39回日本アカデミー賞SP | 11日   | サンドウィッチマン○           | 18日   | ◆                  | 25日   | 岩井俊二            | 岩井俊二            | 岩井俊二               |
| 4月 | 1日    | ◆                        | 8日    | 水谷豊                        | 15日   | 黒木渚             | 22日   | ■                   | 29日                | w-inds.○               |
| 5月 | 6日    | ◆                        | 13日   | 風間俊介                      | 20日   | ■                  | 27日   | 岸谷香              | 岸谷香              | 岸谷香                 |
| 6月 | 3日    | ◆                        | 10日   | KREVA                         | 17日   | ■                  | 24日   | 東貴博とFIRE HIP'S○ | 東貴博とFIRE HIP'S○ | 東貴博とFIRE HIP'S○    |
| 7月 | 1日    | ◆                        | 8日    | 綾小路セロニアス翔（氣志團）● | 15日   | 鈴木雅之           | 22日   | 藤井フミヤ●         | 29日                | ■                      |
| 8月 | 5日    | ダチョウ倶楽部           | 12日   | ◆                             | 19日   | GReeeeN            | 26日   | ■                   | ■                   | ■                      |
| 9月 | 2日    | ◆                        | 9日    | 北島三郎                      | 16日   | テリー伊藤○        | 23日   | ■                   | 30日                | 塩沼亮潤 大阿闇梨      |
| 10月 | 7日    | ◆                        | 14日   | テリー伊藤○                   | 21日   | ▲                  | 28日   | 森山直太朗○         | 森山直太朗○         | 森山直太朗○            |
| 11月 | 4日    | ◆                        | 11日   | 青木詩織（SKE48○）            | 18日   | ▲                  | 25日   | ■                   | ■                   | ■                      |
| 12月 | 2日    | 蒼井優                   | 9日    | ◆                             | 16日   | ▲                  | 23日   | ■                   | 30日                | タモリ●                |
| 注FG2016 1. 2. 3. 4. 5. 6. 7. 8. 9. 10. 11. 12. 13. 14. 15. 16. 17. 18. 19. 20. 21. 22. 23. 24. 25. 26. 27. 28. 29. 30. 31. |        |                          |        |                               |        |                    |        |                     |                     |                        |

| 2017年                                                                              | 2017年 | 2017年                   | 2017年 | 2017年                          | 2017年 | 2017年     | 2017年 | 2017年      | 2017年      | 2017年       |
| ----------------------------------------------------------------------------------- | ------ | ------------------------ | ------ | ------------------------------- | ------ | ---------- | ------ | ----------- | ----------- | ------------ |
| 1月                                                                                 | 6日    | ◆                        | 13日   | ■                               | 20日   | ▲          | 27日   | AKB48 team8 | AKB48 team8 | AKB48 team8  |
| 2月                                                                                 | 3日    | ◆                        | 10日   | 菅田将暉☆                       | 17日   | ▲          | 24日   | ■           | ■           | ■            |
| 3月                                                                                 | 3日    | 第40回日本アカデミー賞SP | 10日   | ◆                               | 17日   | ▲          | 24日   | ■           | 31日        | 荘口彰久●    |
| 4月                                                                                 | 7日    | ◆                        | 14日   | 西川貴教●                       | 21日   | ▲          | 28日   | ■           | ■           | ■            |
| 5月                                                                                 | 5日    | ◆                        | 12日   | 小泉今日子●                     | 19日   | ▲          | 26日   | ■           | ■           | ■            |
| 6月                                                                                 | 2日    | ◆                        | 9日    | 綾小路"セロニアス"翔（氣志團）● | 16日   | ▲          | 23日   | ■           | 30日        | 田辺晋太郎   |
| 7月                                                                                 | 7日    | ◆                        | 14日   | ▲                               | 21日   | 満島ひかり | 28日   | ■           | ■           | ■            |
| 8月                                                                                 | 4日    | ◆                        | 11日   | ▲                               | 18日   | ■          | 25日   | 工藤静香    | 工藤静香    | 工藤静香     |
| 9月                                                                                 | 1日    | ◆                        | 8日    | 元ちとせと我那覇美奈●           | 15日   | ■          | 22日   | ▲           | 29日        | 佐藤健       |
| 10月                                                                                | 6日    | ◆                        | 13日   | 蒼井優                          | 20日   | ▲          | 27日   | ■           | ■           | ■            |
| 11月                                                                                | 3日    | ◆                        | 10日   | 大竹しのぶ●                     | 17日   | ▲          | 24日   | ■           | ■           | ■            |
| 12月                                                                                | 1日    | ◆                        | 8日    | キャイ〜ン○                     | 15日   | ▲          | 22日   | ■           | 29日        | 春風亭一之輔 |
| 注FG2017 1. 2. 3. 4. 5. 6. 7. 8. 9. 10. 11. 12. 13. 14. 15. 16. 17. 18. 19. 20. 21. |        |                          |        |                                 |        |            |        |             |             |              |

| 2018年                                                                                              | 2018年 | 2018年                  | 2018年 | 2018年               | 2018年 | 2018年     | 2018年 | 2018年     | 2018年     | 2018年                          |
| --------------------------------------------------------------------------------------------------- | ------ | ----------------------- | ------ | -------------------- | ------ | ---------- | ------ | ---------- | ---------- | ------------------------------- |
| 1月                                                                                                 | 5日    | ◆                       | 12日   | 錦戸亮               | 19日   | ▲          | 26日   | ■          | ■          | ■                               |
| 2月                                                                                                 | 2日    | ◆                       | 9日    | ▲                    | 16日   | SHISHAMO   | 23日   | ■          | ■          | ■                               |
| 3月                                                                                                 | 2日    | 春日俊彰（オードリー）● | 9日    | ◆                    | 16日   | 坂口健太郎 | 23日   | ▲          | 30日       | ■                               |
| 4月                                                                                                 | 6日    | ◆                       | 13日   | ■                    | 20日   | ▲          | 27日   | 松任谷正隆 | 松任谷正隆 | 松任谷正隆                      |
| 5月                                                                                                 | 4日    | ◆                       | 11日   | ヤバイTシャツ屋さん  | 18日   | ▲          | 25日   | ■          | ■          | ■                               |
| 6月                                                                                                 | 1日    | ◆                       | 8日    | 松田聖子             | 15日   | ▲          | 22日   | ■          | 29日       | 綾小路"セロニアス"翔（氣志團）● |
| 7月                                                                                                 | 6日    | ◆                       | 13日   | ▲                    | 20日   | 和田アキ子 | 27日   | 竹内涼真   | 竹内涼真   | 竹内涼真                        |
| 8月                                                                                                 | 3日    | ■                       | 10日   | ◆                    | 17日   | 広瀬すず   | 24日   | ▲          | 31日       | ■                               |
| 9月                                                                                                 | 7日    | ◆                       | 14日   | 和牛                 | 21日   | ▲          | 28日   | ■          | ■          | ■                               |
| 10月                                                                                                | 5日    | ◆                       | 12日   | 阿部サダヲ・吉岡里帆 | 19日   | ▲          | 26日   | ■          | ■          | ■                               |
| 11月                                                                                                | 2日    | 北川景子                | 9日    | ◆                    | 16日   | ▲          | 23日   | ■          | 30日       | 渡邉美樹・テリー伊藤○           |
| 12月                                                                                                | 7日    | ◆                       | 14日   | コブクロ●            | 21日   | ■          | 28日   | ▲          | ▲          | ▲                               |
| 注FG2018 1. 2. 3. 4. 5. 6. 7. 8. 9. 10. 11. 12. 13. 14. 15. 16. 17. 18. 19. 20. 21. 22. 23. 24. 25. |        |                         |        |                      |        |            |        |            |            |                                 |

| 2019年 | 2019年 | 2019年                 | 2019年 | 2019年                         | 2019年 | 2019年             | 2019年 | 2019年               | 2019年 | 2019年       |
| --- | ------ | ---------------------- | ------ | ------------------------------ | ------ | ------------------ | ------ | -------------------- | ------ | ------------ |
| 1月 | 4日    | ◆                      | 11日   | ▲                              | 18日   | 松坂桃李○          | 25日   | ■                    | ■      | ■            |
| 2月 | 1日    | ◆                      | 8日    | ▲                              | 15日   | 斎藤工             | 22日   | ■                    | ■      | ■            |
| 3月 | 1日    | 第42回日本アカデミー賞 | 8日    | ▲                              | 15日   | ◆                  | 22日   | ■                    | 29日   | 永野芽郁     |
| 4月 | 5日    | 日向坂46○              | 12日   | ▲                              | 19日   | THE YELLOW MONKEY○ | 26日   | ■                    | ■      | ■            |
| 5月 | 3日    | ▲                      | 10日   | LUNA SEA○                      | 17日   | ゆず●              | 24日   | ■                    | 31日   | 伊藤蘭       |
| 6月 | 7日    | ▲                      | 14日   | 工藤静香                       | 21日   | ゆでたまご         | 28日   | ■                    | ■      | ■            |
| 7月 | 5日    | ▲                      | 12日   | 綾小路翔●                      | 19日   | □                  | 26日   | ■                    | ■      | ■            |
| 8月 | 2日    | ▲                      | 9日    | 劇場版『ONE PIECE STAMPEDE』SP | 16日   | □                  | 23日   | BLUE ENCOUNT&KEYTALK | 30日   | ■            |
| 9月 | 6日    | ▲                      | 13日   | 泉谷しげる●                    | 20日   | □                  | 27日   | ■                    | ■      | ■            |
| 10月 | 4日    | ▲                      | 11日   | KEN RADIOスペシャル            | 18日   | □                  | 25日   | ■                    | ■      | ■            |
| 11月 | 1日    | ▲                      | 8日    | dreamBoat                      | 15日   | □                  | 22日   | ■                    | 29日   | max matsuura |
| 12月 | 6日    | ▲                      | 13日   | 吉田拓郎●                      | 20日   | □                  | 27日   | ■                    | ■      | ■            |
| 注FG2019 1. 2. 3. 4. 5. 6. 7. 8. 9. 10. 11. 12. 13. 14. 15. 16. 17. 18. 19. 20. 21. 22. 23. 24. 25. 26. 27. 28. 29. 30. |        |                        |        |                                |        |                    |        |                      |        |              |

| 2020年                                                                                              | 2020年 | 2020年           | 2020年 | 2020年   | 2020年 | 2020年     | 2020年 | 2020年                   | 2020年 | 2020年   |
| --------------------------------------------------------------------------------------------------- | ------ | ---------------- | ------ | -------- | ------ | ---------- | ------ | ------------------------ | ------ | -------- |
| 1月                                                                                                 | 3日    | ▲                | 10日   | 箕輪厚介 | 17日   | □          | 24日   | ■                        | 31日   | 前澤友作 |
| 2月                                                                                                 | 7日    | ▲                | 14日   | □        | 21日   | 吉田拓郎●  | 28日   | ■                        | ■      | ■        |
| 3月                                                                                                 | 6日    | 坂口健太郎       | 13日   | ▲        | 20日   | □          | 27日   | ■                        | ■      | ■        |
| 4月                                                                                                 | 3日    | ▲                | 10日   | (吉)     | 17日   | WANIMA     | 24日   | ■                        | ■      | ■        |
| 5月                                                                                                 | 1日    | ▲                | 8日    | (吉)     | 15日   | 長谷川京子 | 22日   | ■                        | 29日   | 渡辺謙   |
| 6月                                                                                                 | 5日    | ▲                | 12日   | (吉)     | 19日   | ■          | 26日   | 大久保佳代子（オアシズ） |        |          |
| 7月                                                                                                 | 3日    | 前田亘輝（TUBE） | 10日   | ▲        | 17日   | (吉)       | 24日   | □                        | 31日   | ■        |
| 8月                                                                                                 | 7日    | ▲                | 14日   | (吉)     | 21日   | □          | 28日   | ■                        | ■      | ■        |
| 9月                                                                                                 | 4日    | ▲                | 11日   | (吉)     | 18日   | □          | 25日   | ■                        | ■      | ■        |
| 10月                                                                                                | 2日    | ▲                | 9日    | (吉)     | 16日   | ■          | 23日   | [ 注FG2020- 20 ]         | 30日   | □        |
| 11月                                                                                                | 6日    | ▲                | 13日   | (吉)     | 20日   | ■          | 27日   | □                        | □      | □        |
| 12月                                                                                                | 4日    | ▲                | 11日   | (吉)     | 18日   | ■          | 25日   | □                        | □      | □        |
| 注FG2020 1. 2. 3. 4. 5. 6. 7. 8. 9. 10. 11. 12. 13. 14. 15. 16. 17. 18. 19. 20. 21. 22. 23. 24. 25. |        |                  |        |          |        |            |        |                          |        |          |

| 2021年 | 2021年 | 2021年     | 2021年 | 2021年 | 2021年 | 2021年                             | 2021年 | 2021年                        | 2021年 | 2021年           |
| --- | ------ | ---------- | ------ | ------ | ------ | ---------------------------------- | ------ | ----------------------------- | ------ | ---------------- |
| 1月 | 1日    | (吉)       | 8日    | ▲      | 15日   | 『「宇宙戦艦ヤマト」という時代』SP | 22日   | ■                             | 29日   | □                |
| 2月 | 5日    | ▲          | 12日   | (吉)   | 19日   | ■                                  | 26日   | □                             | □      | □                |
| 3月 | 5日    | ▲          | 12日   | (吉)   | 19日   | ■                                  | 26日   | □                             | □      | □                |
| 4月 | 2日    | ▲          | 9日    | (吉)   | 16日   | ■                                  | 23日   | さだまさし                    | 30日   | □                |
| 5月 | 7日    | ▲          | 14日   | (吉)   | 21日   | ■                                  | 28日   | □                             | □      | □                |
| 6月 | 4日    | ▲          | 11日   | (吉)   | 18日   | ■                                  | 25日   | □                             | □      | □                |
| 7月 | 2日    | ▲          | 9日    | (吉)   | 16日   | ■                                  | 23日   | 綾小路セロニアス翔（氣志團）● | 30日   | □                |
| 8月 | 6日    | ▲          | 13日   | (吉)   | 20日   | ■                                  | 27日   | □                             | □      | □                |
| 9月 | 3日    | ▲          | 10日   | (吉)   | 17日   | ■                                  | 24日   | □                             | □      | □                |
| 10月 | 1日    | ▲          | 8日    | (吉)   | 15日   | □                                  | 22日   | ■                             | 29日   | ▲                |
| 11月 | 5日    | 立川志らく | 12日   | (吉)   | 19日   | ■                                  | 26日   | □                             | □      | □                |
| 12月 | 3日    | ▲          | 10日   | ■      | 17日   | (吉)                               | 24日   | 内田雄基                      | 31日   | [ 注FG2021- 30 ] |
| 注FG2021 1. 2. 3. 4. 5. 6. 7. 8. 9. 10. 11. 12. 13. 14. 15. 16. 17. 18. 19. 20. 21. 22. 23. 24. 25. 26. 27. 28. 29. 30. |        |            |        |        |        |                                    |        |                               |        |                  |

| 2022年 | 2022年 | 2022年 | 2022年 | 2022年         | 2022年 | 2022年 | 2022年 | 2022年         | 2022年 | 2022年     |
| --- | ------ | ------ | ------ | -------------- | ------ | ------ | ------ | -------------- | ------ | ---------- |
| 1月 | 7日    | ▲      | 14日   | (吉)           | 21日   | □      | 28日   | ■              | ■      | ■          |
| 2月 | 4日    | ▲      | 11日   | (吉)           | 18日   | □      | 25日   | ■              | ■      | ■          |
| 3月 | 4日    | ▲      | 11日   | (吉)           | 18日   | ■      | 25日   | □              | □      | □          |
| 4月 | 1日    | (M)    | 8日    | (吉)           | 15日   | □      | 22日   | 長渕剛●        | 29日   | ■          |
| 5月 | 6日    | (M)    | 13日   | (吉)           | 20日   | ■      | 27日   | □              | □      | □          |
| 6月 | 3日    | (M)    | 10日   | (吉)           | 17日   | ■      | 24日   | □              | □      | □          |
| 7月 | 1日    | (M)    | 8日    | (吉)           | 15日   | ■      | 22日   | □              | 29日   | 麦わら一味 |
| 8月 | 5日    | (M)    | 12日   | (吉)           | 19日   | ■      | 26日   | □              | □      | □          |
| 9月 | 2日    | (M)    | 9日    | (吉)           | 16日   | ■      | 23日   | SDGsスペシャル | 30日   | □          |
| 10月 | 7日    | (M)    | 14日   | (吉)           | 21日   | ■      | 28日   | □              | □      | □          |
| 11月 | 4日    | (M)    | 11日   | (吉)           | 18日   | ■      | 25日   | □              | □      | □          |
| 12月 | 2日    | (M)    | 9日    | 星屑スキャット | 16日   | (吉)   | 23日   | ■              | 30日   | □          |
| 注FG2022 1. 2. 3. 4. 5. 6. 7. 8. 9. 10. 11. 12. 13. 14. 15. 16. 17. 18. 19. 20. 21. 22. 23. 24. 25. 26. 27. 28. 29. 30. 31. 32. 33. 34. 35. 36. 37. |        |        |        |                |        |        |        |                |        |            |

| 2023年 | 2023年 | 2023年 | 2023年 | 2023年                       | 2023年 | 2023年                 | 2023年 | 2023年         | 2023年 | 2023年   |
| --- | ------ | ------ | ------ | ---------------------------- | ------ | ---------------------- | ------ | -------------- | ------ | -------- |
| 1月 | 6日    | (M)    | 13日   | 鈴木福                       | 20日   | ■                      | 27日   | □              | □      | □        |
| 2月 | 3日    | (M)    | 10日   | 中川家・海原やすよ ともこ    | 17日   | ■                      | 24日   | □              | □      | □        |
| 3月 | 3日    | (M)    | 10日   | 上柳昌彦                     | 17日   | ■                      | 24日   | □              | 31日   | 緒方恵美 |
| 4月 | 7日    | (あ)   | 14日   | シン・仮面ライダー           | 21日   | ■                      | 28日   | □              | □      | □        |
| 5月 | 5日    | (あ)   | 12日   | ももいろクローバーZ          | 19日   | ■                      | 26日   | □              | □      | □        |
| 6月 | 2日    | (あ)   | 9日    | SUGA（BTS）                  | 16日   | 内村光良               | 23日   | ■              | 30日   | □        |
| 7月 | 7日    | (あ)   | 14日   | 劇団ひとり                   | 21日   | ■                      | 28日   | □              | □      | □        |
| 8月 | 4日    | (あ)   | 11日   | ■                            | 18日   | 内海光司・佐藤アツヒロ | 25日   | □              | □      | □        |
| 9月 | 1日    | (あ)   | 8日    | 中村雅俊                     | 15日   | ■                      | 22日   | SDGsスペシャル | 29日   | □        |
| 10月 | 6日    | (あ)   | 13日   | 髙橋ひかる・千葉雄大         | 20日   | ■                      | 27日   | □              | □      | □        |
| 11月 | 3日    | (あ)   | 10日   | YAMANO BIG BAND JAZZ CONTEST | 17日   | ■                      | 24日   | □              | □      | □        |
| 12月 | 1日    | (あ)   | 8日    | アンガールズ                 | 15日   | 吉田拓郎               | 22日   | ■              | 29日   | □        |
| 注FG2023 1. 2. 3. 4. 5. 6. 7. 8. 9. 10. 11. 12. 13. 14. 15. 16. 17. 18. 19. 20. 21. 22. 23. 24. 25. 26. 27. 28. 29. 30. 31. |        |        |        |                              |        |                        |        |                |        |          |

| 2024年                                                                                              | 2024年 | 2024年 | 2024年 | 2024年                       | 2024年 | 2024年                      | 2024年                      | 2024年                      | 2024年 | 2024年                            |
| --------------------------------------------------------------------------------------------------- | ------ | ------ | ------ | ---------------------------- | ------ | --------------------------- | --------------------------- | --------------------------- | ------ | --------------------------------- |
| 1月                                                                                                 | 5日    | (あ)   | 12日   | ■                            | 19日   | 谷川恵一（MROアナウンサー） | 谷川恵一（MROアナウンサー） | 谷川恵一（MROアナウンサー） | 26日   | □                                 |
| 2月                                                                                                 | 2日    | (あ)   | 9日    | TRF SAM & DJ KOO             | 16日   | ■                           | ■                           | ■                           | 23日   | □                                 |
| 3月                                                                                                 | 1日    | (あ)   | 8日    | 飯田浩司                     | 15日   | 福山雅治                    | 22日                        | ■                           | 29日   | □                                 |
| 4月                                                                                                 | 5日    | (あ)   | 12日   | 鳥谷敬                       | 19日   | ■                           | ■                           | ■                           | 26日   | □                                 |
| 5月                                                                                                 | 3日    | (あ)   | 10日   | キャイ〜ン                   | 17日   | ■                           | 24日                        | 舘ひろし・柴田恭兵          | 31日   | □                                 |
| 6月                                                                                                 | 7日    | (あ)   | 14日   | (吉)                         | 21日   | ■                           | ■                           | ■                           | 28日   | □                                 |
| 7月                                                                                                 | 5日    | (あ)   | 12日   | 中山秀征                     | 19日   | ■                           | ■                           | ■                           | 26日   | □                                 |
| 8月                                                                                                 | 2日    | (あ)   | 9日    | サンプラザ中野くん●          | 16日   | ■                           | 23日                        | □                           | 30日   | 内村光良 （ウッチャンナンチャン） |
| 9月                                                                                                 | 6日    | (あ)   | 13日   | (吉)                         | 20日   | ■                           | ■                           | ■                           | 27日   | □                                 |
| 10月                                                                                                | 4日    | (あ)   | 11日   | ■                            | 18日   | □                           | □                           | □                           | 25日   | 竹内まりや                        |
| 11月                                                                                                | 1日    | (あ)   | 8日    | YAMANO BIG BAND JAZZ CONTEST | 15日   | ■                           | 22日                        | SHOW-WA                     | 29日   | □                                 |
| 12月                                                                                                | 6日    | (あ)   | 13日   | LUNA SEA                     | 20日   | ■                           | ■                           | ■                           | 27日   | □                                 |
| 注FG2024 1. 2. 3. 4. 5. 6. 7. 8. 9. 10. 11. 12. 13. 14. 15. 16. 17. 18. 19. 20. 21. 22. 23. 24. 25. |        |        |        |                              |        |                             |                             |                             |        |                                   |

| 2025年                                                                                  | 2025年 | 2025年 | 2025年 | 2025年             | 2025年 | 2025年                       | 2025年 | 2025年            | 2025年            | 2025年            |
| --------------------------------------------------------------------------------------- | ------ | ------ | ------ | ------------------ | ------ | ---------------------------- | ------ | ----------------- | ----------------- | ----------------- |
| 1月                                                                                     | 3日    | (あ)   | 10日   | TAKAHIRO（EXILE）  | 17日   | ■                            | 24日   | 星屑スキャット    | 31日              | □                 |
| 2月                                                                                     | 7日    | (あ)   | 14日   | 帝劇クロージングSP | 21日   | ■                            | 28日   | □                 | □                 | □                 |
| 3月                                                                                     | 7日    | (あ)   | 14日   | ■                  | 21日   | 福山雅治                     | 28日   | □                 | □                 | □                 |
| 4月                                                                                     | 4日    | (あ)   | 11日   | ■                  | 18日   | 山内惠介○                    | 25日   | Ado●              | Ado●              | Ado●              |
| 5月                                                                                     | 2日    | (あ)   | 9日    | 麦わらの一味       | 16日   | ■                            | 23日   | ビビる大木●       | 30日              | 明日海りお        |
| 6月                                                                                     | 6日    | (あ)   | 13日   | ■                  | 20日   | 池田エライザ                 | 27日   | 関根勤・関根麻里  | 関根勤・関根麻里  | 関根勤・関根麻里  |
| 7月                                                                                     | 4日    | (あ)   | 11日   | ■                  | 18日   | 久保建英（サッカー日本代表） | 25日   | 前田亘輝（TUBE）○ | 前田亘輝（TUBE）○ | 前田亘輝（TUBE）○ |
| 8月                                                                                     | 1日    | (あ)   | 8日    | TENBLANK           | 15日   | ■                            | 22日   | 暗殺教室          | 29日              | 内村光良          |
| 9月                                                                                     | 5日    | (あ)   | 12日   | 鬼滅の刃           | 19日   | ■                            | 26日   |                   |                   |                   |
| 注FG2025 1. 2. 3. 4. 5. 6. 7. 8. 9. 10. 11. 12. 13. 14. 15. 16. 17. 18. 19. 20. 21. 22. |        |        |        |                    |        |                              |        |                   |                   |                   |

## ネット局
以下は2009年8月・10月の特別番組、および同年11月30日のレギュラー化以降のもの。
| 放送対象地域  | 放送局       | ネット開始年月                                | プロ野球中継の延長 飛び乗り/休止 | 備考 |
| ------------- | ------------ | --------------------------------------------- | -------------------------------- | --- |
| 関東広域圏    | ニッポン放送 | 2009年04月13日                                | ○                                | 【制作局】 |
| 北海道        | STVラジオ    | 2009年10月19日                                | ○                                | |
| 青森県        | 青森放送     | 2009年08月17日                                | ×                                | |
| 岩手県        | IBC岩手放送  | 2009年08月17日                                | ×                                | |
| 宮城県        | 東北放送     | 2013年04月02日                                | ○                                | [ 注 69 ] |
| 山形県        | 山形放送     | 2009年08月17日                                | ×                                | |
| 長野県        | 信越放送     | 2009年08月17日                                | ×                                | |
| 山梨県        | 山梨放送     | 2009年08月17日                                | ×                                | |
| 石川県        | 北陸放送     | 2009年08月17日 - 2018年03月30日 2022年04月1日 | ×                                | [ 注 70 ] |
| 福井県        | 福井放送     | 2009年08月17日                                | ×                                | |
| 中京広域圏    | 東海ラジオ   | 2009年08月17日                                | ○                                | |
| 和歌山県      | 和歌山放送   | 2010年04月05日                                | ×                                | |
| 岡山県        | 山陽放送     | 2015年03月30日                                | ×                                | |
| 山口県        | 山口放送     | 2009年08月17日                                | ×                                | |
| 福岡県        | 九州朝日放送 | 2010年10月04日                                | ○                                | |
| 長崎県 佐賀県 | 長崎放送     | 2009年08月17日                                | ×                                | 佐賀県ではNBCラジオ佐賀の名前で放送 |
| 大分県        | 大分放送     | 2009年08月17日                                | ×                                | |
| 宮崎県        | 宮崎放送     | 2009年08月17日                                | ×                                | |
| [ 注 71 ]     | FM COCOLO    | 2014年3月31日 - 2015年9月24日 2024年4月5日 -  | ×                                | 2014年3月31日から2015年9月24日までは月曜 - 木曜分をネット。 ただし『オールナイトニッポン MUSIC10』に移行した2015年10月以後も、 不定期で月曜 - 木曜に『オールナイトニッポンGOLD』が放送される場合はネット。 |

- IBC岩手放送は2001年10月に『ネプチューンのallnightnippon SUPER!』のネットを開始して以来、金曜21:00 - 23:00に自社制作のワイド番組を放送する関係上、金曜のみ23:00飛び乗りとなっていたが、2012年10月改編によりワイド番組が撤廃されたため、他のネット局と同じ22:00からのフルネットとなった。しかし、2013年4月に金曜の自社制作ワイド番組（『冨田奈央子のアフタースクールらじお!』）が復活したため、再び23:00からの飛び乗りとなっている。そして、2023年4月改編により、『松原友希のアフタースクールらじお』の放送が終了することに伴い、再び、放送開始時間を22:00に戻すことになった[93]。
- 東北放送は2016年3月までは23:30飛び降り、2025年3月までは23:50飛び降りだった。（帯時代は火 - 木曜23:50、金曜23:30飛び降り）
- 毎年12月24日 - 25日に放送される『ラジオ・チャリティ・ミュージックソン』のため、12月24日はニッポン放送制作の裏送りとなり、STVラジオ、青森放送、IBC岩手放送、ラジオ福島、和歌山放送、KBCラジオでは放送されない。
- なお、2009年度は『所ジョージのオールナイトニッポンGOLD チャリティ・ミュージックソンスペシャル』を放送した。
- 2012年の大竹しのぶ以降は、深夜の『オールナイトニッポン ラジオ・チャリティ・ミュージックソン』と同一趣旨で一夜限りの『オールナイトニッポンGOLD チャリティ・ミュージックソンスペシャル』をニッポン放送をキーステーションに放送している（2013年は高橋みなみ、2014年は上戸彩）。ただし、茨城・大阪・山口など競合局（ないしは周辺局）で『ミュージックソン』を放送する局がある場合は別内容の特別版を裏送りする。
- 2015年11月27日放送分「渡辺美里のオールナイトニッポンGOLD」は、RKKラジオ第2スタジオより放送されたため、熊本放送でも臨時ネットされた。 [注 73]
- 2013年8月16日金曜の放送はスポンサーとのタイアップのため、通常よりネット局が増加して放送された。詳細は『オールナイトニッポン45周年特別企画#2013年8月16日の追加ネット局』を参照。
- 2024年4月12日放送分「鳥谷敬のオールナイトニッポンGOLD」は朝日放送ラジオが協力したCDマガジンとのタイアップ企画のため、朝日放送ラジオでも臨時ネットされ、放送対象地域が重複するFM COCOLOでの放送は休止される（特別番組を放送）。

### 過去のネット局
| 放送対象地域   | 放送局                | プロ野球中継の延長 飛び乗り/休止 | 備考 |
| -------------- | --------------------- | -------------------------------- | --- |
| 兵庫県         | ラジオ関西            | ×                                | 2009年8月のみネット。 |
| 熊本県         | 熊本放送              | ×                                | 2009年8月のみネット。 |
| 鳥取県・島根県 | 山陰放送              | ×                                | 2009年8月17日開始で2010年4月2日で打ち切り。以降は自社制作番組『音楽の風車』の再放送他を放送。 |
| 香川県         | 西日本放送            | ×                                | 2009年8月17日開始で2010年10月1日で打ち切り。以降は四国放送制作の『バンリク』他をネット。 |
| 高知県         | 高知放送              | ×                                | 2009年8月17日開始で2010年10月1日で打ち切り。以降は四国放送制作の『バンリク』他をネット |
| 福島県         | ラジオ福島            | ×                                | 2009年8月17日開始で2011年9月30日で打ち切り終了、以降はTBSラジオの『ニュース探究ラジオ Dig』にネット差し替え。 |
| 近畿広域圏     | 朝日放送（ABCラジオ） | ○                                | 2009年8月17日開始で2014年3月27日まで月曜 - 木曜分をネット。 以降は自社制作番組『よなよな…』を放送。 |
| 茨城県         | 茨城放送              | ×                                | 2009年8月17日開始で2020年9月25日で打ち切り終了。 以降は自主制作の番組で編成。月曜 - 木曜の『オールナイトニッポンMUSIC10』は2021年3月25日までネット。 その期間に不定期で月曜 - 木曜に『オールナイトニッポンGOLD』が放送される場合はネットしていた。 |

### 「西川美和のオールナイトニッポンGOLD」ネット局
NRNナイター枠でプロ野球中継が無い日の特別番組として放送。

※中国放送・九州朝日放送は自社制作番組のため非ネット。（長崎放送・大分放送・熊本放送は九州朝日放送の番組をネット）
| 放送対象地域   | 放送局       | 放送日時                    | 備考       |
| -------------- | ------------ | --------------------------- | ---------- |
| 関東広域圏     | ニッポン放送 | 2009年6月24日 19:00 - 21:00 | 【制作局】 |
| 北海道         | STVラジオ    | 2009年6月24日 19:00 - 21:00 |            |
| 青森県         | 青森放送     | 2009年6月24日 19:00 - 21:00 |            |
| 秋田県         | 秋田放送     | 2009年6月24日 19:00 - 21:00 |            |
| 岩手県         | IBC岩手放送  | 2009年6月24日 19:00 - 21:00 |            |
| 宮城県         | 東北放送     | 2009年6月24日 19:00 - 21:00 |            |
| 山形県         | 山形放送     | 2009年6月24日 19:00 - 21:00 |            |
| 福島県         | ラジオ福島   | 2009年6月24日 19:00 - 21:00 |            |
| 栃木県         | 栃木放送     | 2009年6月24日 19:00 - 21:00 |            |
| 茨城県         | 茨城放送     | 2009年6月24日 19:00 - 21:00 |            |
| 新潟県         | 新潟放送     | 2009年6月24日 19:00 - 21:00 |            |
| 長野県         | 信越放送     | 2009年6月24日 19:00 - 21:00 |            |
| 山梨県         | 山梨放送     | 2009年6月24日 19:00 - 21:00 |            |
| 富山県         | 北日本放送   | 2009年6月24日 19:00 - 21:00 |            |
| 石川県         | 北陸放送     | 2009年6月24日 19:00 - 21:00 |            |
| 福井県         | 福井放送     | 2009年6月24日 19:00 - 21:00 |            |
| 静岡県         | 静岡放送     | 2009年6月24日 19:00 - 21:00 |            |
| 中京広域圏     | 東海ラジオ   | 2009年6月24日 19:00 - 21:00 |            |
| 京都府・滋賀県 | 京都放送     | 2009年6月24日 19:00 - 21:00 |            |
| 近畿広域圏     | 毎日放送     | 2009年6月24日 19:00 - 21:00 |            |
| 和歌山県       | 和歌山放送   | 2009年6月24日 19:00 - 21:00 |            |
| 鳥取県・島根県 | 山陰放送     | 2009年6月24日 19:00 - 21:00 |            |
| 岡山県         | 山陽放送     | 2009年6月24日 19:00 - 21:00 |            |
| 山口県         | 山口放送     | 2009年6月24日 19:00 - 21:00 |            |
| 徳島県         | 四国放送     | 2009年6月24日 19:00 - 21:00 |            |
| 香川県         | 西日本放送   | 2009年6月24日 19:00 - 21:00 |            |
| 愛媛県         | 南海放送     | 2009年6月24日 19:00 - 21:00 |            |
| 高知県         | 高知放送     | 2009年6月24日 19:00 - 21:00 |            |
| 宮崎県         | 宮崎放送     | 2009年6月24日 19:00 - 21:00 |            |
| 鹿児島県       | 南日本放送   | 2009年6月24日 19:00 - 21:00 |            |
| 沖縄県         | ラジオ沖縄   | 2009年6月24日 19:00 - 21:00 |            |

## 関連番組
- オールナイトニッポン
  - 吉田拓郎のオールナイトニッポン
  - 泉谷しげるのオールナイトニッポン
  - 坂崎幸之助のオールナイトニッポン
  - 亀渕昭信のオールナイトニッポン
  - ゆずのオールナイトニッポン
  - 所ジョージのオールナイトニッポン
- allnightnippon SUPER!
- オールナイトニッポンいいネ!
- オールナイトニッポン FRIDAY SPECIAL
- オールナイトニッポン 週替わりスペシャル
- オールナイトニッポンサタデースペシャル
- オールナイトニッポンR スペシャルナイト
- オールナイトニッポンモバイル
- 日本アカデミー賞話題賞のオールナイトニッポン